# Yazid III.

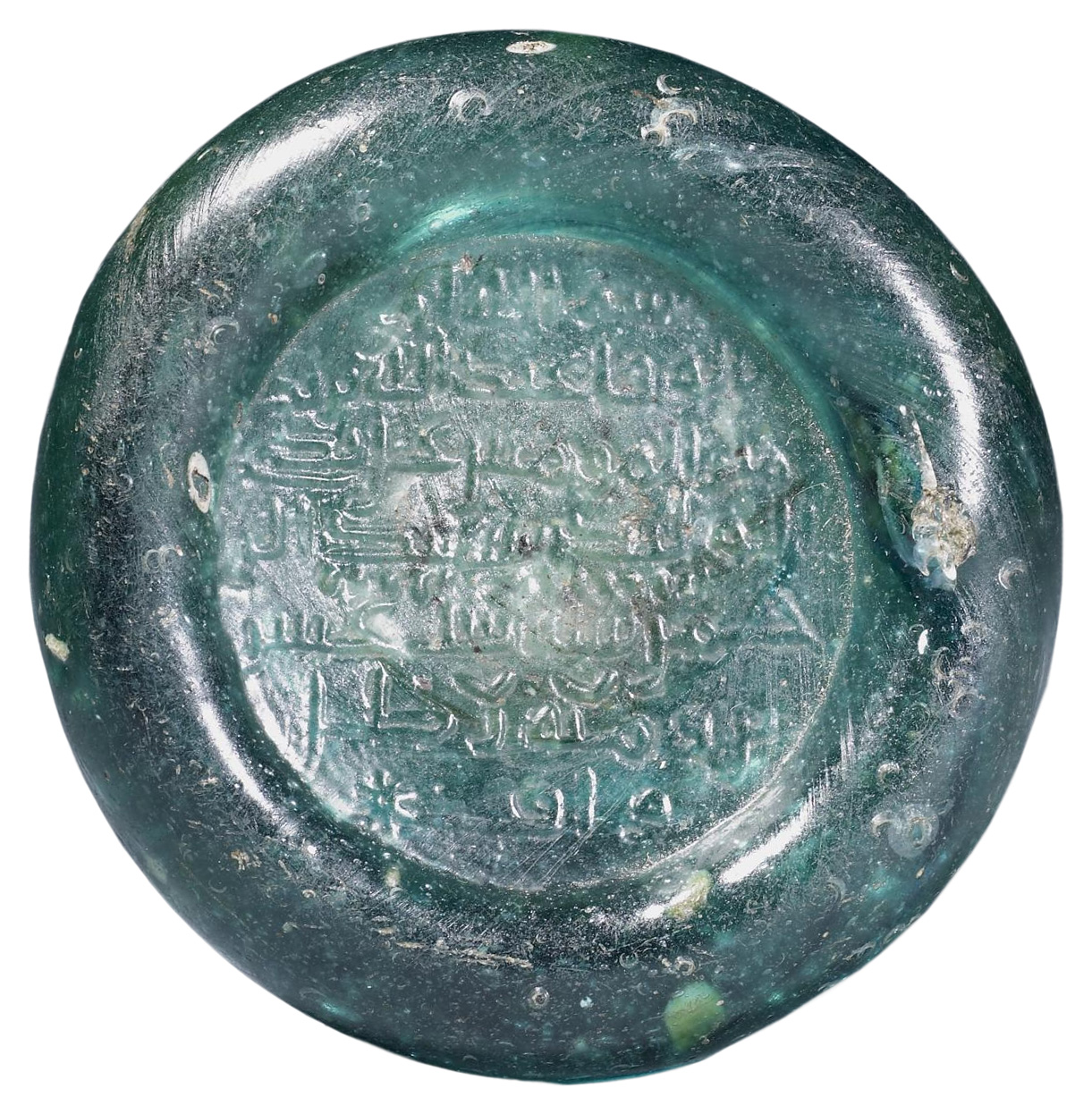
Ratl-Gewicht aus Glas, das den Kalifen Yazid III. erwähnt.

Yazid III., arabisch يزيد بن الوليد بن عبد الملك, DMG Yazīd ibn al-Walīd ibn ʿAbd al-Malik, (* 701; † 25. September 744) war der zwölfte Kalif der Umayyaden (744).
Yazid ibn al-Walid ibn Abd al-Malik war ein Sohn von al-Walid I. (705–715) und einer Prinzessin aus Sogdien/Transoxanien. Wegen der selbstherrlichen Regierung seines Vetters al-Walid II. (743–744) kam es bald zu Konflikten. Als dieser minderjährige Söhne als Thronfolger einsetzen wollte, wurde Yazid zum neuen Kalifen ausgerufen, al-Walid gestürzt und getötet. Yazīd machte Mansūr ibn Dschumhūr zum Statthalter des Irak und schickte ihn in die Ostprovinzen, damit er dort die Huldigung für die neue Regierung entgegennehme.
Yazid III. hatte in der Folgezeit aber Probleme im ganzen Reich, anerkannt zu werden. Vor allem die wichtigen Statthalter Nasr ibn Sayyar in Chorassan und Marwan in Armenien und Mesopotamien verhielten sich abwartend. Zum Ausbruch des Konflikts kam es aber nicht mehr, da Yazid III. schon bald erkrankte und am 25. September 744 starb. Nachfolger wurde der von ihm designierte Bruder Ibrahim.

## Belege
1. ↑  Abū Ǧaʿfar Muḥammad b. Ǧarīr aṭ-Ṭabarī: Taʾrīḫ ar-rusul wa-l-mulūk. Hrsg. von M. J. de Goeje. Leiden 1879–1901, Secunda Series, S. 1836, Z. 15-19.

| Vorgänger    | Amt                     | Nachfolger           |
| ------------ | ----------------------- | -------------------- |
| al-Walid II. | Kalif der Umayyaden 744 | Ibrāhīm ibn al-Walīd |

| Personendaten    | Personendaten       |
| ---------------- | ------------------- |
| NAME             | Yazid III.          |
| KURZBESCHREIBUNG | Kalif der Umayyaden |
| GEBURTSDATUM     | 701                 |
| STERBEDATUM      | 25. September 744   |